# Graftombe van Bahá'u'lláh

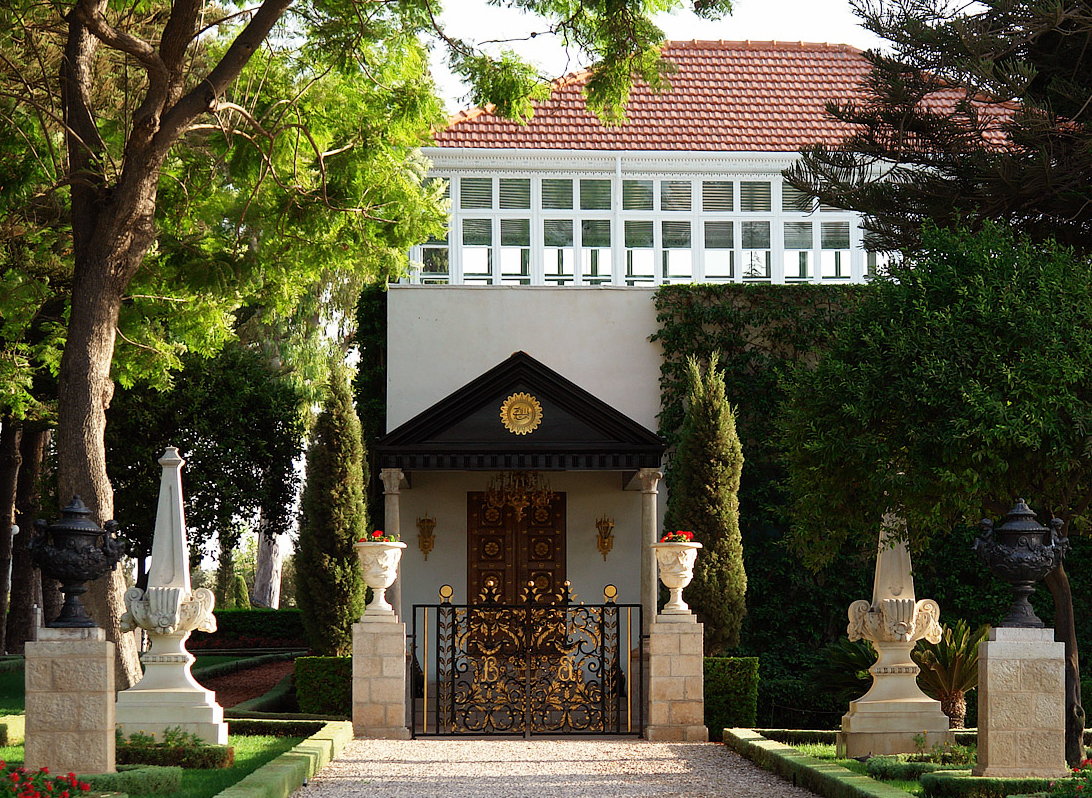
Graftombe van Bahá'u'lláh

De graftombe van Bahá'u'lláh is een grafmonument in de buurt van Bahjí, Akko, Israël.
De graftombe is de heiligste plaats voor bahai-gelovigen en is voor hen de qiblih, oftewel de richting waarheen zij zich keren tijdens hun dagelijkse gebed. De tombe bevat de resten van Bahá'u'lláh en bevindt zich naast het huis van Bahjí, de plek waar hij overleed. De graftombe van Bahá'u'lláh bestaat uit een centrale ruimte met in het midden een kleine tuin waarin bomen groeien, en er liggen tapijten langs de muren. In de rechterhoek van deze ruimte bevindt zich een kleine kamer waar Bahá'u'lláh ligt begraven.
De voor bahai-gelovigen heilige plaatsen in Haifa en in en rond Akko, met inbegrip van de terrassen en de graftombe van de Báb op de berg Karmel, en de graftombe van Bahá'u'lláh, het huis van Bahjí en het huis in Mazra'ih werden in juli 2008 toegevoegd aan de Werelderfgoedlijst van UNESCO.

## Bron
- Smith, P. (1999). A Concise Encyclopedia of the Bahá'í Faith. Oneworld Publications, Oxford, UK. ISBN 1851681841.